# Дона Дрейк
Дона Дрейк (англ. Dona Drake, уроджена — Юніс Вестморленд, англ. Eunice Westmoreland; 15 листопада 1914 — 20 червня 1989) — американська акторка, співачка і танцюристка, популярна в 1930-1940-х роках.

## Кар'єра
Мала звичку представляти себе мексиканкою і часто використовувала псевдоніми, такі як Una Novella2 і Rita Novella, часто граючи латиноамериканські ролі у своїх фільмах. 
Під сценічним псевдонімом Ріта Ріо Дона на початку 1940-х років керувала повністю жіночим оркестром, також відомим як «Дона Дрейк та її жіночий оркестр». 
Між 1935 і 1955 роками Дрейк знялася в понад тридцяти фільмах і телевізійних постановках, з'явившись у кількох вестернах на початку 1950-х.
Дона Дрейк померла від дихальної недостатності в Лос-Анджелесі, штат Каліфорнія, 20 червня 1989 року у віці 74 років. Її кремували, а прах розвіяли в морі.